# 聖克里斯托瓦爾德德桑帕拉多斯區
聖克里斯托瓦爾德德桑帕拉多斯區（西班牙語：San Cristóbal），是哥斯達黎加的一個區，位於該國中部聖何塞省，面積25.24平方公里，2010年人口3,871，人口密度每平方公里153.37人。